# オーギュスト・デュモン
オーギュスト・デュモンとして知られるオーギュスタン・アレクサンドル・デュモン（Auguste Dumont、Augustin Alexandre Dumont、1801年8月4日 - 1884年1月28日）はフランスの彫刻家である。

## 略歴
パリで生まれた。 ピエール・デュモン(Pierre Dumont: c.1650–1737)から始まり、オーギュスト・デュモンを含め5代を数える彫刻家の家系で、父親のジャック＝エドム・デュモン(Jacques-Edme Dumont: 1761-1844)もローマ賞を受賞した彫刻家である。妹のルイーズ・ファランク(1804-1875)は、有名な作曲家・ピアニストになった。
1818年にエコール・デ・ボザールに入学し、彫刻家のピエール・カルトリエ(Pierre Cartellier)に学び、1828年にフランシスク・デュレと共に、彫刻のローマ賞を受賞した。デュレとローマに留学し、1832年にフランスに帰国した。
作品には1835年に制作したバスティーユ広場の7月革命記念柱(Colonne de Juillet)の上の自由の守護神像がある。また、パリ、ヴァンドーム広場のオステルリッツの記念柱上のナポレオン像も制作した。これは1804年にアントワーヌ・ドニ・ショーデ(Antoine Denis Chaudet)が制作したナポレオン像をもとに制作されたが、ナポレオンが失脚した後、別の像に置き換えられていた。ナポレオン3世の命令で、1863年にデュモンが復元したもので、デュモンの制作した像もパリ・コンミューンで壊されることになったが、後に再制作された。
1838年からエコール・デ・ボザールで教え、1883年にフランス学士院の会員に選ばれた。
80歳になった後、結婚したが、1884年にパリで亡くなった。

## 作品

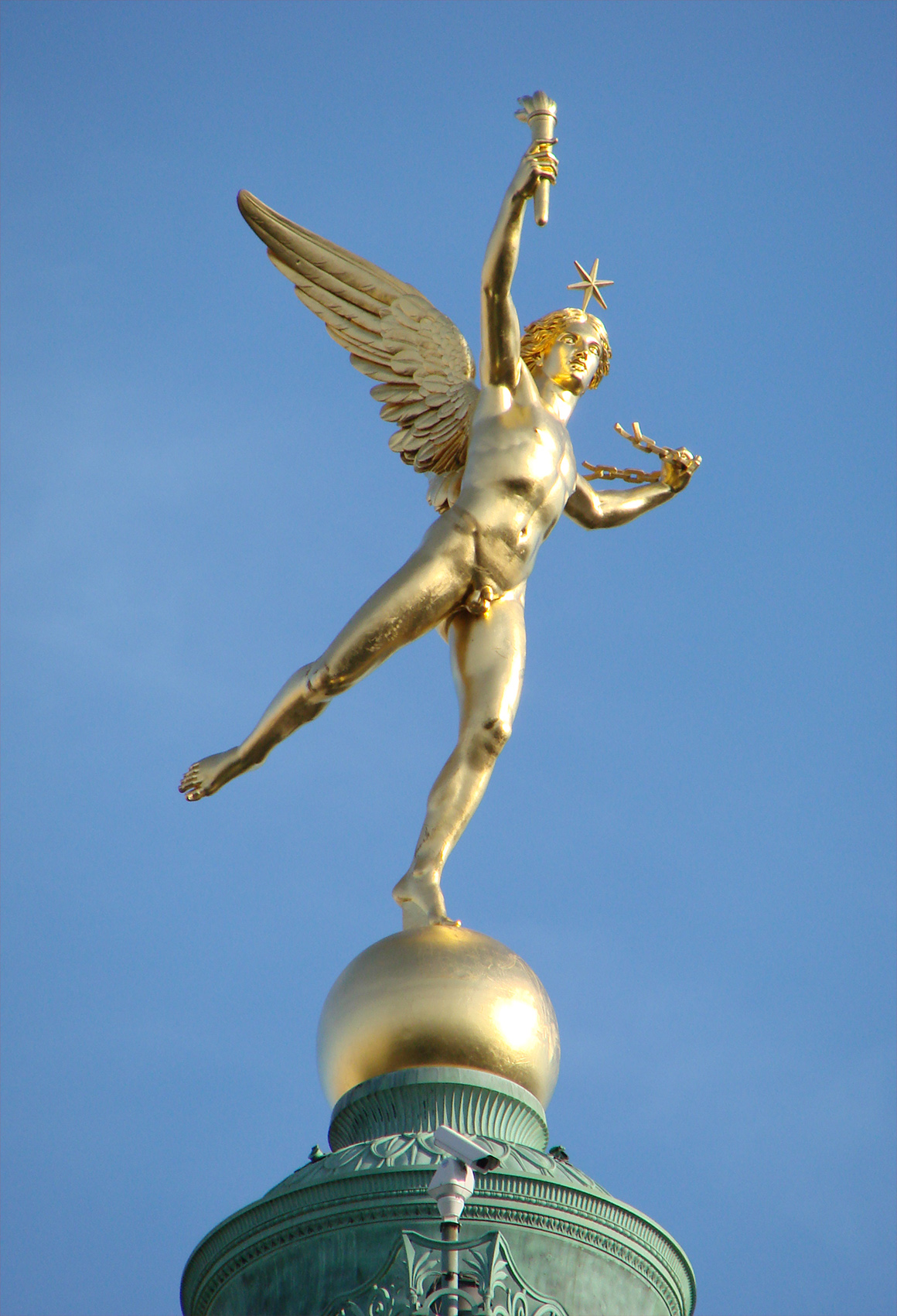
バスティーユ広場の自由の守護神像
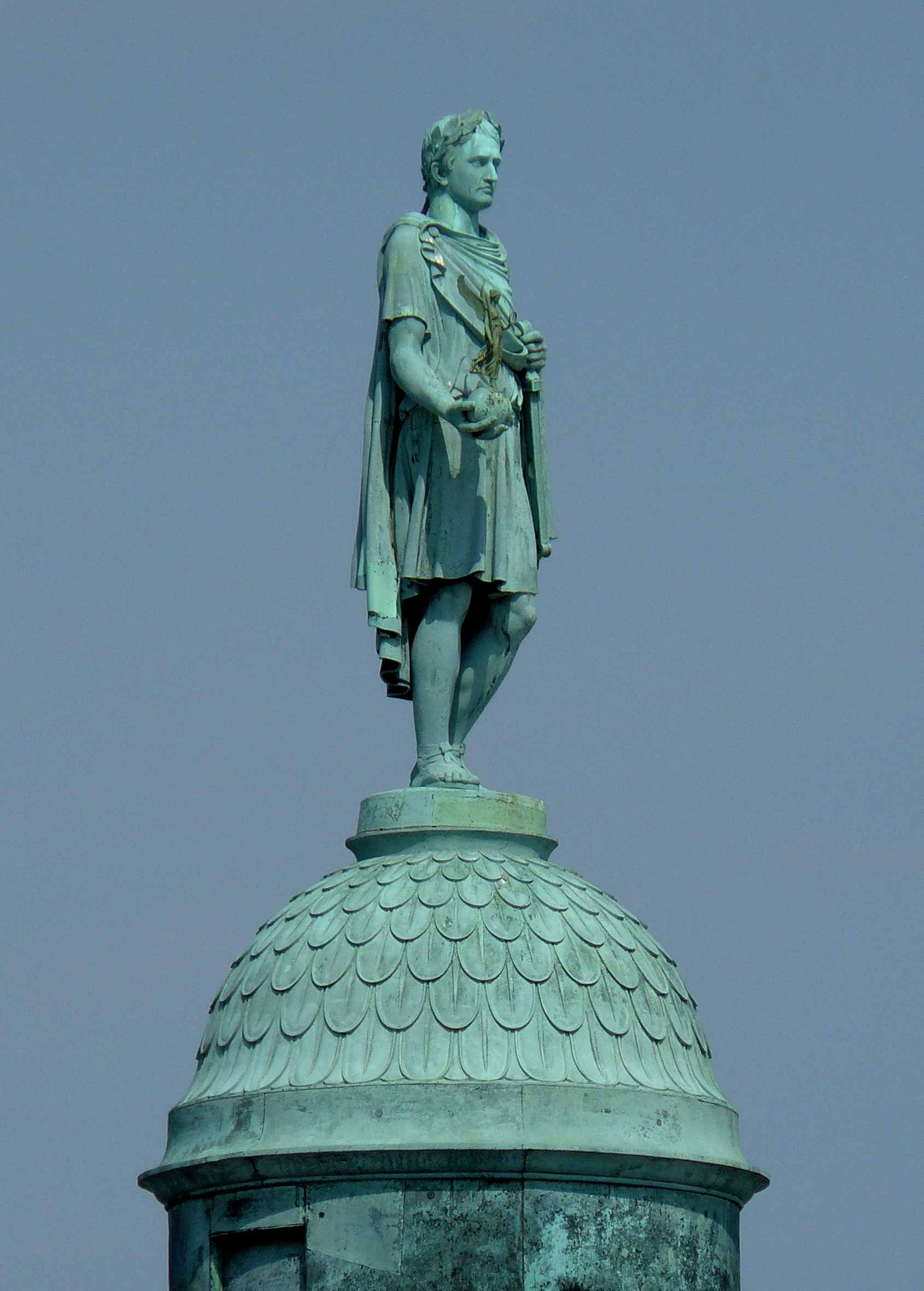
ヴァンドーム広場のナポレオン像
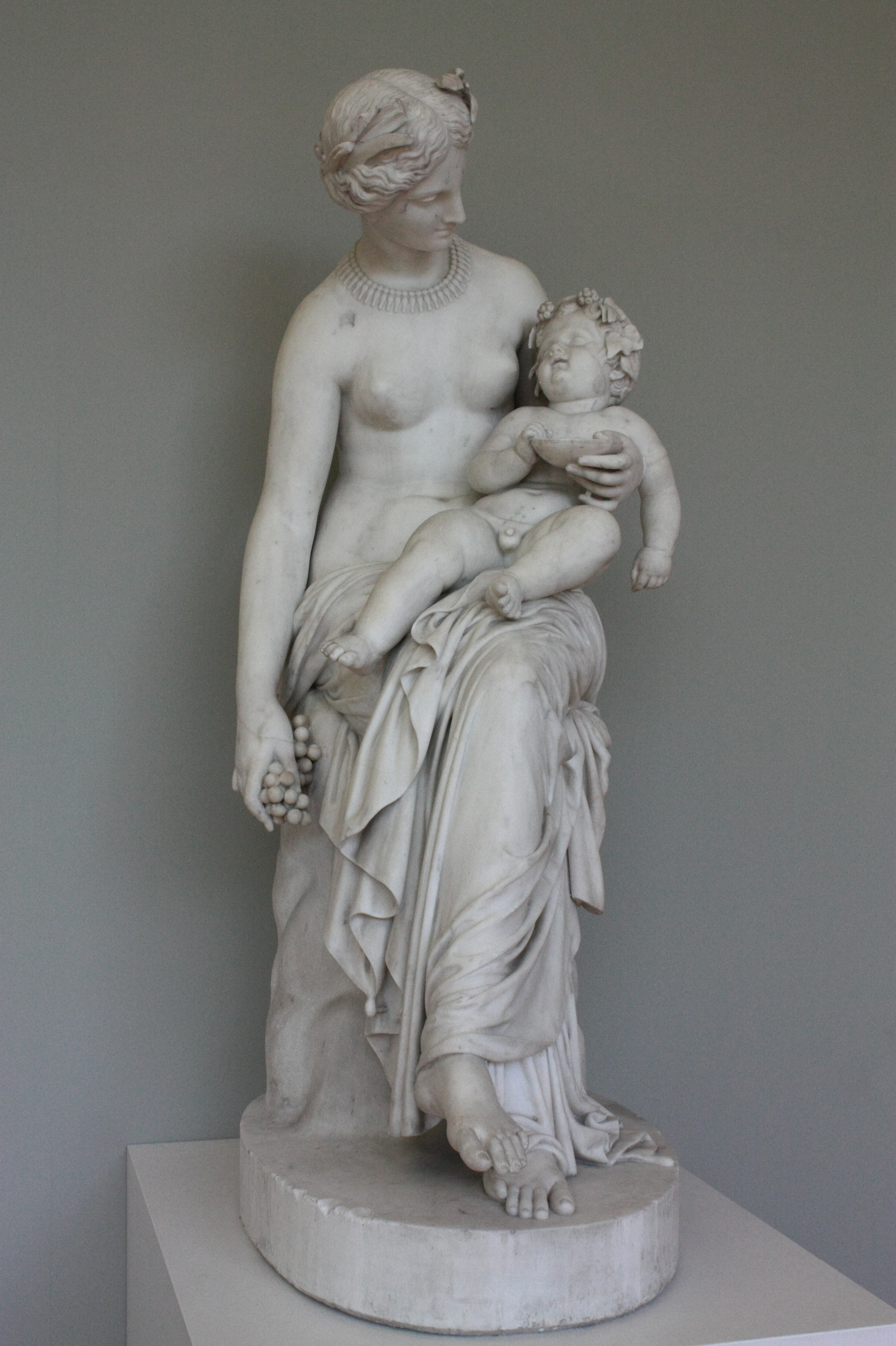
Leucothoé et Bacchus,
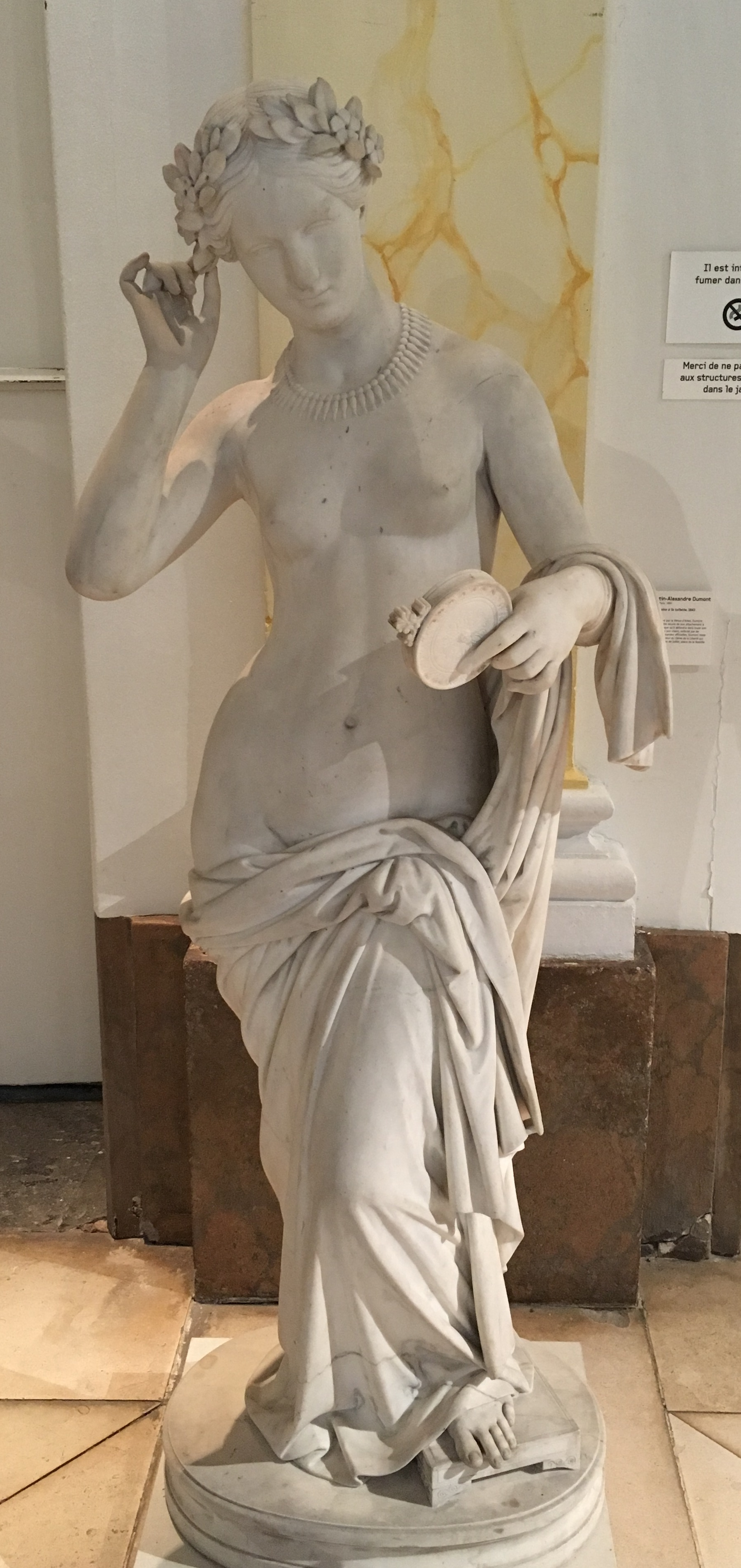
化粧する若いローマ女性(1843)